# Anime News Network
Anime News Network, w skrócie ANN – anglojęzyczna strona internetowa o anime, mandze i japońskim popie, założona w lipcu 1998.

## Charakterystyka serwisu
Strona publikuje m.in. recenzje, a oprócz tego zawiera różne fora, gdzie czytelnicy mogą dyskutować na interesujące ich tematy, oraz encyklopedię z dużą liczbą artykułów o mangach i anime (z informacjami na temat produkcji, japońskiej i anglojęzycznej obsady, piosenek, fabuły itp.). Zasób encyklopedii to m.in. 13 803 tytułów i 99 495 nazwisk (dane z lutego 2012 roku).

## Historia
Strona została założona w lipcu 1998 przez Justina Sevakisa. Jego główną ideą było stworzenie i prowadzenie anglojęzycznego internetowego źródła najnowszych wiadomości na temat anime i mangi. Na stronie znajdują się oddzielne wersje, skierowane odpowiednio do odbiorców w Stanach Zjednoczonych, Wielkiej Brytanii i Australii.